# فرانك فينلي مريم
فرانك فينلي مريم (بالإنجليزية: Frank Merriam)‏ هو سياسي أمريكي ينتمي إلى الحزب الجمهوري ولد فرانك فينلي مريم في 22 ديسمبر من سنة 1865 في ولاية أيوا الأمريكية انتقل فرانك فينلي مريم إلى ولاية كاليفورنيا الأمريكية في سنة 1910 شغل فرانك فينلي مريم منصب حاكم ولاية كاليفورنيا ما بين الأعوام 1934 إلى عام 1939 توفي فرانك فينلي مريم في 25 ابريل من سنة 1955 في ولاية كاليفورنيا الأمريكية.